# Buster Keaton

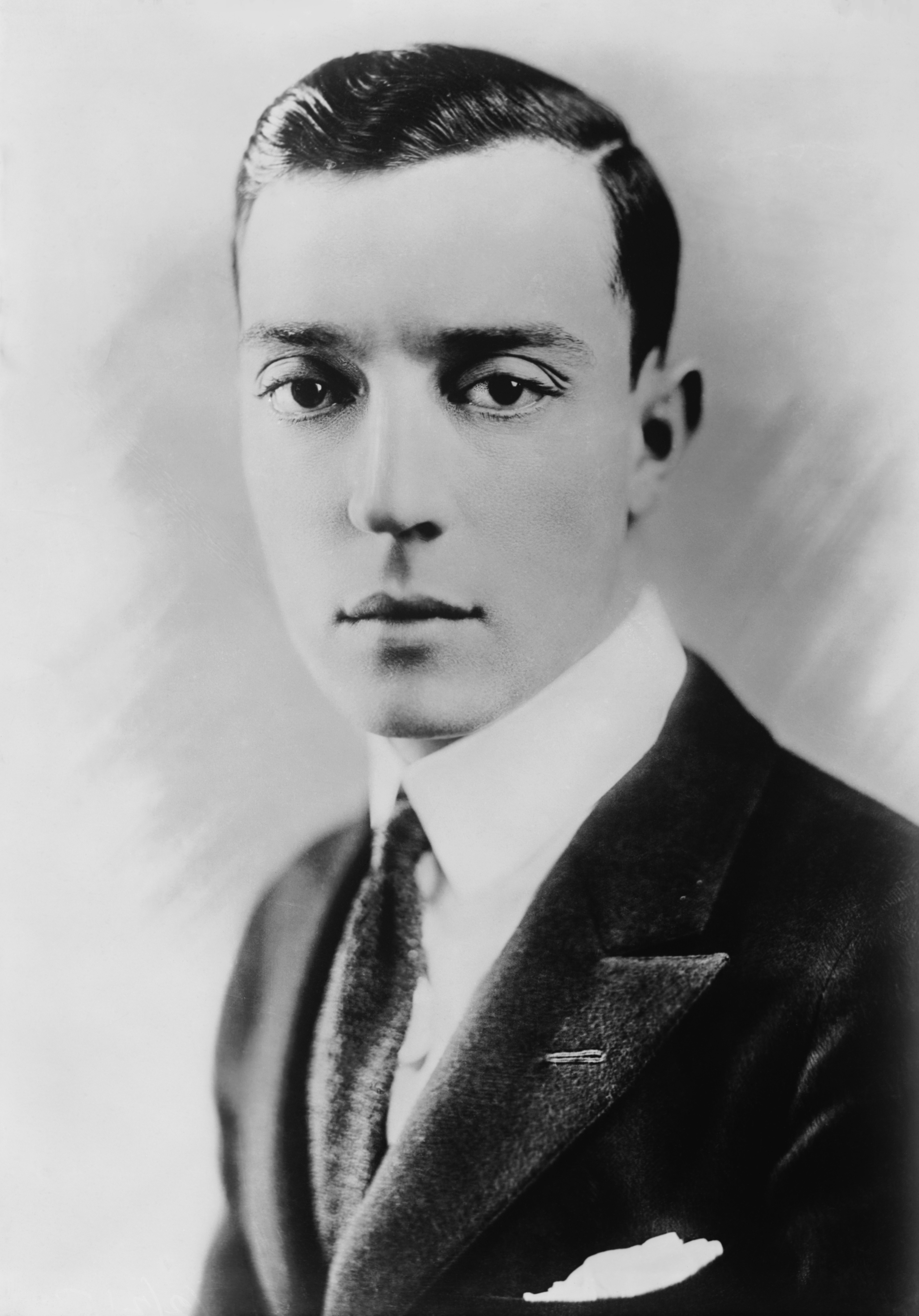
Buster Keaton (1920)

Buster Keaton [ˌbʌstər ˈki:tn] (eigentlich Joseph Frank Keaton; * 4. Oktober 1895 in Piqua, Kansas; † 1. Februar 1966 in Woodland Hills, Kalifornien) war ein US-amerikanischer Schauspieler, Komiker und Filmregisseur.
Keaton zählt neben Charlie Chaplin und Harold Lloyd zu den erfolgreichsten Komikern der Stummfilmzeit. Wegen seines bewusst ernsten, stoischen Gesichtsausdrucks wird er The Great Stoneface und Der Mann, der niemals lachte genannt. Ein weiteres Markenzeichen ist sein Porkpie-Hut, ein runder, flacher Hut aus Filz.
Durch sein akrobatisches Talent machte er schon als Kind mit seinen Eltern Karriere im Vaudeville als The Three Keatons, ehe er mit 21 Jahren in den Filmen von Roscoe Arbuckle auftrat. Drei Jahre später begann er mit der Produktion eigener, sehr erfolgreicher Komödien. Mit Der Navigator gelang ihm 1924 der Durchbruch und der Anschluss zu den beliebtesten Komikern seiner Zeit, Chaplin und Lloyd.
Im Zuge des finanziellen Misserfolgs seines aufwendigen Films Der General wurde Keaton 1928 Schauspieler bei MGM. 1933 wurde Keaton, der mittlerweile alkoholkrank war, aufgrund anhaltender Konflikte mit dem Firmenvorstand gekündigt. Er agierte in der folgenden Zeit zunächst noch sehr erfolgreich als Darsteller in Filmen anderer Regisseure, geriet dann aber zunehmend in Vergessenheit. In den 1950er-Jahren setzte die Wiederentdeckung und Würdigung seiner technisch innovativen Stummfilmkomödien ein, die heute zu den bedeutendsten Werken der Filmgeschichte gezählt werden.

## Leben

### Kindheit und Jugend

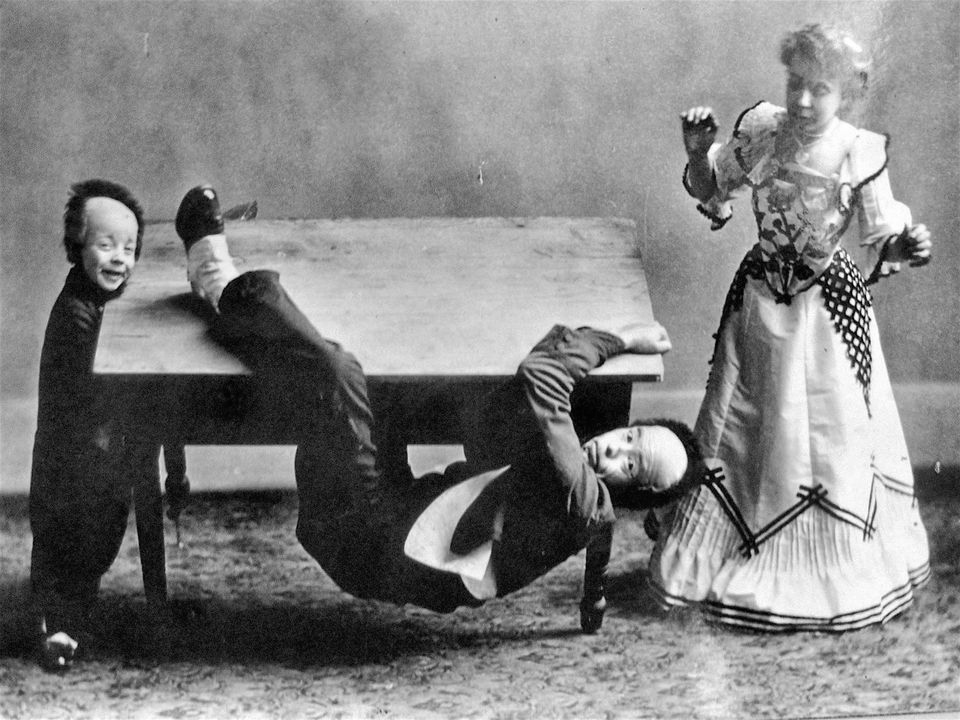
Die Three Keatons, Aufnahme von 1901

Joseph Frank (später: Francis) Keaton wurde als erstes Kind von Joseph (Joe) Hallie Keaton (1867–1946) und Myra Keaton (1877–1955), geb. Cutler, in Piqua, einem kleinen Ort im Mittleren Westen der USA, geboren. Der Familientradition entsprechend wurde der Sohn nach seinem Vater, aber auch nach seinem Großvater mütterlicherseits benannt. Den Namen Buster gaben ihm seine Eltern angeblich, nachdem er unverletzt einen gefährlichen Sturz die Treppe hinunter überstanden hatte. Dies soll den Entfesselungskünstler Harry Houdini zur Bemerkung veranlasst haben: „That’s sure some buster your baby took!“ (etwa: „Das war ein ganz schöner Sturz, den euer Baby da hingelegt hat“). Marion Meade äußerte in ihrer Keaton-Biographie jedoch die Vermutung, dass der legendäre Houdini erst nachträglich in die Anekdote Einzug fand. Als gesichert gilt, dass Keaton der Erste war, der den später häufiger auftauchenden Vornamen Buster trug.
Seine Eltern waren zum Zeitpunkt seiner Geburt auf Tournee mit der Mohawk Indian Medicine Show, einer damals üblichen Mischung aus Wunderheilung und Unterhaltung. Ab 1899 suchten Myra und Joe Keaton ihr Glück in den Vaudeville-Shows von New York. Nach einem enttäuschenden Start nutzten die beiden ab Oktober 1900 das Talent ihres Sohnes, Stürze unbeschadet wie klaglos zu überstehen, und nahmen ihn mit auf die Bühne. Als „menschlicher Mop“ wurde er vom Vater rücksichtslos, aber zum Gaudium des Publikums in die Kulissen geschleudert. Dargestellt wurde mit diesen burlesken, slapstickartigen Nummern die harsche Erziehung eines Sohnes. Dabei lernte Buster früh, dass die Zuschauer umso mehr lachten, je weniger er tat. Die außergewöhnlich brutal anmutenden Darbietungen entwickelten sich zu einem Publikumserfolg. Aus den Two Keatons wurden bald The Three Keatons mit Buster als Star.
Doch auch die New York Society for the Prevention of Cruelty to Children (NYSPCC oder, nach einem ihrer Gründer, Gerry Society) interessierte sich für das Kind. Diese gemeinnützige Organisation zeigte Misshandlung und Ausbeutung von Kindern an. Die Eltern versuchten dem zu begegnen, indem sie Buster als kleinwüchsigen Erwachsenen oder um einige Jahre älter ausgaben. Mit nur einem Auftrittsverbot, im Staat New York von 1907 bis 1909, kamen die Keatons glimpflich davon. Joe Keaton musste jedoch seine Pläne fallen lassen, die ganze – mittlerweile um die Kinder Harry (Spitzname „Jingles“) und Louise erweiterte – Familie auf die Bühne zu bringen. Buster Keaton selbst verwahrte sich auch später gegen die Anschuldigungen, die von ihm auf der Bühne erlittenen Schläge und Stürze seien eine Form von Kindesmisshandlung gewesen.
Da er nahezu seine ganze Kindheit und Jugend im Vaudeville verbrachte, erfuhr Keaton nie eine geregelte schulische Ausbildung. Im Alter von 21 Jahren beschloss er, sich auch künstlerisch von seinen Eltern zu lösen und ein eigenes Engagement zu suchen. Er war nun zu groß für den Jungen, den er spielen sollte; zudem litt die Nummer unter dem bereits ausgeprägten Alkoholismus seines Vaters.

### Der Weg zum Film
Keaton sollte ab 26. April 1917 in New York in einer mit Passing Show betitelten Revue der legendären Shubert-Brüder auftreten. Zufällig traf er jedoch im Februar einen alten Freund aus seiner Jugend, der nun in einem Filmstudio arbeitete. Dieser lud Keaton ein, das in einem ehemaligen Warenhaus an der 48th Street Manhattans befindliche Studio zu besuchen; dort traf er dann den früher ebenfalls beim Vaudeville beschäftigten Roscoe Arbuckle wieder, der inzwischen als beliebtester Filmkomiker neben Charles Chaplin galt. Als Keaton sich durch das Studio führen ließ, arbeitete Arbuckle gerade an seinem ersten Film unter seinem neuen Produzenten Joseph Schenck.
Keaton war Arbuckle gegenüber zunächst eher skeptisch eingestellt, da er ungefragt Bühnennummern der Keatons übernommen hatte. Außerdem galten die „bewegten Bilder“ als Konkurrenz des Vaudeville; Keatons Vater Joe hatte sie strikt abgelehnt. Die Technik des Filmens aber faszinierte Keaton. Das Angebot Arbuckles, stante pede in dessen Film aufzutreten, schlug er daher nicht aus: The Butcher Boy (1917) gilt als Keatons Leinwanddebüt. In der von Buster Keaton improvisierten Sequenz ist er bereits mit seinen späteren Markenzeichen, dem fast unbewegten Gesichtsausdruck und dem flachen pork pie hat, zu sehen. Eine Anekdote besagt, dass er sich am selben Tag eine Kamera vom Set auslieh, um sie zu Hause neugierig auseinanderzunehmen. Begeistert ließ Keaton seinen einträglichen Bühnenvertrag auflösen, um für weit weniger Geld bei den Filmen von Arbuckle mitzuwirken.

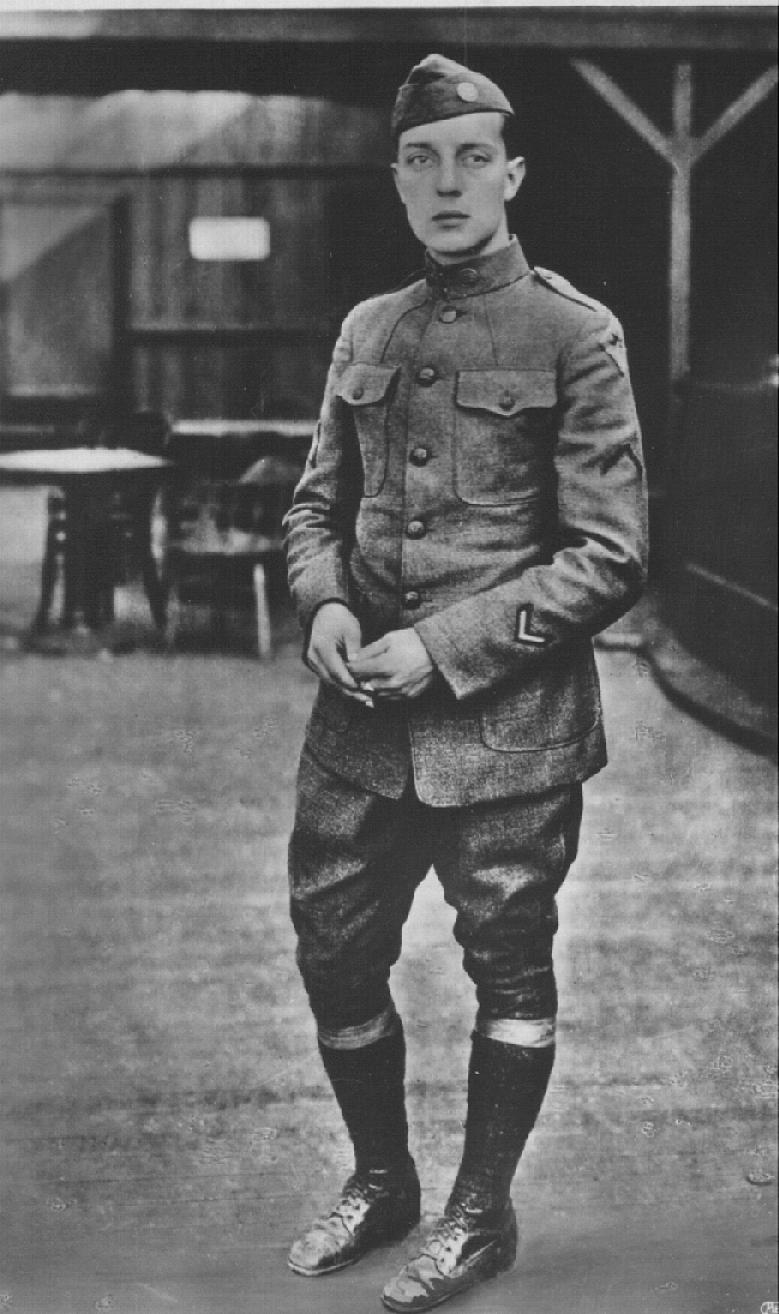
Buster Keaton während seines Kriegsdienstes 1918

Bis 1920 drehte Keaton 15 Two-Reeler (Kurzfilme von etwa 20 bis 25 Minuten Länge) als Partner von Arbuckle und wurde so mit jeder Facette des Filmemachens vertraut gemacht. Auch wenn er sich von Kindheit an das „Poker-Face“ für seine Bühnenauftritte angewöhnt hatte, ist Buster in den Filmen dieser Phase seiner Karriere teilweise hysterisch lachend zu sehen. Doch Keatons subtiles Humorverständnis und seine Erfahrungen aus dem Vaudeville prägten im Lauf der Zeit den Stil der Filme Arbuckles immer stärker. Er entwarf nicht nur den Großteil der Gags und der Handlung, sondern führte bald neben Arbuckle Regie.
Nach seinem Kriegsdienst von Juli 1918 bis März 1919 bei den American Expeditionary Forces in Frankreich kehrte Buster Keaton trotz besserer Angebote zu Arbuckles Comique Studio zurück. Seit 1917 war das Studio im noch jungen Hollywood beheimatet, das besseres Klima und damit mehr Außendrehtage bot als New York. Nach nur drei weiteren gemeinsamen Filmen nahm Arbuckle allerdings Ende 1919 das Angebot an, mit der Produktionsfirma Famous Players-Lasky (später Paramount Pictures) Filme in Spielfilmlänge (damals 60–70 Minuten) zu drehen. Arbuckles bisheriger Produzent Joseph Schenck bot daraufhin Keaton an, Arbuckles Stelle einzunehmen und eigene Filme in kreativer Freiheit zu drehen. Das neue Filmstudio Metro (später aufgegangen in Metro-Goldwyn-Mayer) sollte den Vertrieb sämtlicher Keaton-Filme übernehmen.
Für die von Metro produzierte Komödie The Saphead in Spielfilmlänge wurde Keaton daher noch im selben Jahr als Hauptdarsteller verpflichtet. Die Kritik zu Keatons erstem großen Filmauftritt war wohlwollend, aber nicht enthusiastisch: „Buster ist ein natürlicher, gefälliger Komiker.“

### Buster-Keaton-Studios
Buster Keaton drehte seine Filme im alten Studio von Charlie Chaplin. Seinen Erstling Buster Keaton bekämpft die blutige Hand (1920) hielt er vorerst zurück. Keatons erste Veröffentlichung Flitterwochen im Fertighaus von 1920 hingegen gilt heute als Klassiker des Genres. Der aufwändige Kurzfilm handelt von dem letztlich desaströsen Versuch eines frischvermählten Pärchens, sich ein Fertigteil-Haus nach Anleitung zu zimmern.
Von den insgesamt 19 Kurzfilmen aus den Keaton-Studios zählt heute Buster und die Polizei (1922) zu den bekanntesten: Auf dem Höhepunkt des Films jagen hunderte Polizisten Buster durch die Straßen von New York. Dieses Motiv findet sich variiert wieder in seinen abendfüllenden Komödien Sieben Chancen (hier sind es erst hunderte heiratswillige Bräute, schließlich unzählige Felsbrocken) und Der Cowboy (mit einer Rinderherde in Los Angeles).
Erst relativ spät – verglichen mit den anderen großen Stummfilmkomikern der Zeit, Charlie Chaplin und Harold Lloyd – verlegte sich Keaton auf abendfüllende Komödien. Während sein erster Versuch Drei Zeitalter (1923) im Prinzip aus drei Kurzfilmen bestand und den typischen, Comic-artigen Humor der Kurzfilme aufwies, änderte Keaton seinen Stil grundlegend mit Verflixte Gastfreundschaft. Ab jetzt legte er höheren Wert auf Glaubwürdigkeit der Gags, aus der Überzeugung, das Publikum sonst nicht an die Geschichte fesseln zu können.
In Verflixte Gastfreundschaft ist neben seinem Vater Joe Keaton das einzige Mal seine damalige Ehefrau in einem seiner Filme zu sehen. Natalie Talmadge war die Schwägerin seines Produzenten Joseph Schenck. Keaton heiratete sie 1921. Ihr erster gemeinsamer Sohn Joseph ist im Alter von einem Jahr ebenfalls in dem Film zu sehen.
Mit Der Navigator schloss Keaton endgültig zu den beiden populärsten Filmkomikern der Zeit, Chaplin und Lloyd, auf. Es blieb eine seiner finanziell erfolgreichsten Produktionen. In dem 1924 gedrehten Film verschlägt es ihn und seine Partnerin Kathryn McGuire auf ein verlassenes, riesiges Schiff, das ziellos im Ozean treibt.
Die nächsten Filme (Sieben Chancen, Der Cowboy und – als sein größter kommerzieller Erfolg – Der Killer von Alabama) bestätigten die außergewöhnliche Popularität Keatons, dessen Ruhm auch darauf gründete, dass er spektakuläre Stunts erfand und selbst ausführte. Die Dreharbeiten waren deshalb stets mit großen Risiken verbunden: Bei einer Szene auf dem Höhepunkt von Verflixte Gastfreundschaft (einem Stunt an einem Wasserfall) schluckte er zu viel Wasser; sein Magen musste ausgepumpt werden. Bei Sherlock, jr. (1924) wurde sein Kopf mit Wucht gegen Gleise geschleudert. Keaton litt danach unter schweren Kopfschmerzen, die aber nach einigen Tagen wieder verschwanden. Der Bruch eines Nackenwirbels, den er sich dabei offenbar zugezogen hatte, wurde zufällig und erst Jahre später bei Röntgenaufnahmen entdeckt.

### Finanzielle Desaster
Mit Der General, einer 1926 gedrehten, epischen Komödie, die zur Zeit des Amerikanischen Bürgerkriegs spielt, trieb Keaton seinen Anspruch in Sachen Glaubwürdigkeit und Authentizität auf die Spitze: Er ließ eine historische Dampflokomotive in die Tiefe stürzen. Diese einzelne Szene zählt zu den teuersten der ganzen Stummfilm-Epoche. Das zeitgenössische Publikum konnte sich für den Film jedoch nicht begeistern und auch von den meisten Kritikern wurde das Werk, das heute als Meilenstein gilt, als langweilig abgetan.
Nach diesem Flop übernahm sein Produzent Joseph Schenck verstärkt die Kontrolle über die Produktionen Keatons und stellte diesem – gegen Keatons Willen – Drehbuchautoren und Regisseure zur Seite. Vor allem achtete er strenger auf das Budget. Der folgende Film Der Musterschüler (1927) litt deutlich unter den neuen Beschränkungen, wenn auch Keatons Handschrift unverkennbar ist. Letztlich spielte die eher konventionelle Komödie an den Kinokassen nicht mehr Geld ein als Der General.
In Steamboat Bill, jr. (1928) realisierte Keaton den vielleicht gefährlichsten und legendärsten Stunt seiner Karriere, indem er eine Hausfassade auf sich kippen ließ und nur durch ein kleines Giebelfenster verschont bleibt. Es sollte seine letzte unabhängige Produktion werden. Die Kosten wurden noch einmal in die Höhe getrieben, als das Finale des Films samt bestehender Bauten geändert werden musste, weil kurz zuvor eine verheerende Überschwemmung in Amerika Schlagzeilen gemacht hatte und deshalb aus der ursprünglich geplanten Flut ein Hurrikan werden sollte. Die Einnahmen des Films blieben hinter denen von Der General und Der Musterschüler zurück.
Noch während der Dreharbeiten löste Produzent Joseph M. Schenck, inzwischen Präsident der United Artists, seinen Vertrag mit Keaton. Diesem legte er nahe, einen Vertrag mit MGM, dem mittlerweile größten Filmstudio, zu unterzeichnen. Sowohl Chaplin als auch Lloyd warnten Keaton vor dem kontraproduktiven Studiosystem. Doch Keaton ließ sich von Joseph Schenck überzeugen. Später bezeichnete er diesen Schritt als den größten Fehler seines Lebens.

### Niedergang bei MGM

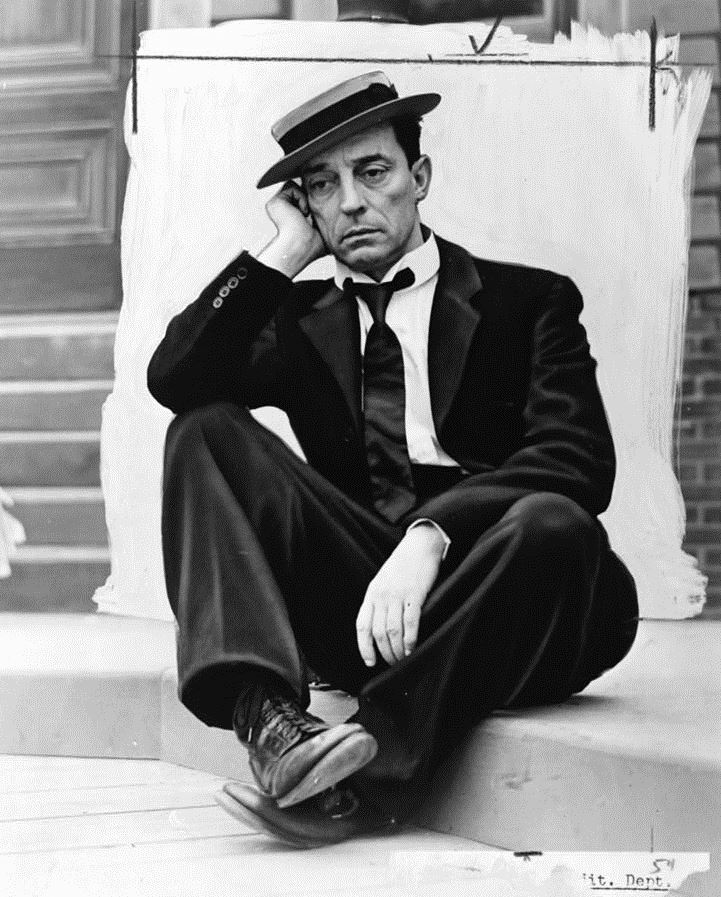
Keaton mit „pork pie hat“, circa 1939

Bei MGM sollte sich Keaton dem rigiden Studio-System unterwerfen. So wurde etwa verlangt, strikt nach einem vorliegenden Drehbuch zu arbeiten. Das widersprach Keatons bisherigem Arbeitsstil, der – ähnlich wie andere Stummfilmkomiker – den Großteil seiner Ideen aus der Improvisation schöpfte und niemals nach einem Drehbuch arbeitete. Es kam zu ernsthaften Spannungen zwischen dem mächtigen Produzenten Louis B. Mayer und Keaton, der sich vorerst einen gewissen Freiraum erkämpfen konnte. Sein erster Film bei MGM Der Kameramann (1928) gilt als der letzte im Stile Keatons. Den großen Erfolg der Komödie verbuchte das Studio aber für sich und entzog Keaton nicht nur langjährige Mitarbeiter, die mit ihm zu MGM gewechselt waren, sondern auch künstlerischen Einfluss. Stattdessen bekam er Berater zur Seite gestellt, die lenkend in die Entwicklung des Films eingreifen sollten. Seinem letzten Stummfilm Trotzheirat (1929) ist das deutlich anzumerken. Obwohl diesmal streng nach einem genauen Drehbuch entstanden, wirkt der Film nach Meinung von Kritikern viel weniger stringent als die klassischen Keaton-Komödien. Zu dieser Zeit begann Keaton zu trinken, wie einst sein Vater.
Schon Trotzheirat, der in der Zeit des aufstrebenden Tonfilms entstand, wollte Keaton als Tonfilm produzieren. Wegen seiner Stimme oder Aussprache machte er sich keine Sorgen. Doch als Angestellter hatte er auf Entscheidungen des Studios keinen Einfluss. Als er dann in Tonfilmen besetzt wurde, bemängelte Keaton zudem die aufkommende Mode, auf visuelle Komik zugunsten alberner Dialoge zu verzichten. Jede der von Keaton nur unwillig gedrehten Komödien hatte er drei- oder viermal zu drehen, jedes Mal in einer anderen Sprache: Auf diese Weise wurden Tonfilme aus Hollywood Anfang der 1930er-Jahre weltweit vermarktet. Zu Keatons erstem Tonfilm Buster rutscht ins Filmland (1930, MGM) vermerkt Jim Kline in seinem Buch The Complete Films of Buster Keaton: „Buster talks! Buster sings! Buster dances! Buster looks depressed!“ (“Buster spricht! Buster singt! Buster tanzt! Buster sieht deprimiert aus!”) Heute weitgehend vergessen, spielten dieser und die folgenden Filme mehr Geld ein als die Stummfilme der Keaton-Studios, insbesondere Buster hat nichts zu lachen (1931), eine Komödie, die Keaton von Anfang an stark missfiel. 1932 startete MGM den Versuch, Keaton und Jimmy Durante als Komikerduo zu etablieren. Über den bewusst lauten und schnellredenden Durante als Partner zeigte sich der eher stille Keaton sehr unglücklich.
In dieser Zeit verstärkte sich Keatons Alkoholismus, der bereits mit Ende seiner Unabhängigkeit eingesetzt hatte. Zu Drehterminen erschien er nun meist angetrunken oder gar nicht. Seine Frau Natalie Talmadge reichte 1932 die Scheidung ein – lange Auseinandersetzungen über Aufteilung des Vermögens und Sorgerecht der beiden Kinder folgten. 1933 wurde sein Anstellungsvertrag bei MGM nach mehreren Streitigkeiten mit Louis B. Mayer gekündigt. Im selben Jahr verstarb mit Roscoe „Fatty“ Arbuckle sein vielleicht engster Freund. Dessen Ruf und Karriere waren inzwischen, trotz Freispruch nach einer Mordanklage, ruiniert. Keaton, der als einer von wenigen zu Arbuckle gehalten hatte, machte selbst negative Schlagzeilen. Die privaten, beruflichen und finanziellen Probleme verstärkten seine Alkoholsucht immer weiter. Er heiratete seine private Krankenschwester Mae Scriven, die ihm beim Entzug helfen sollte. Die Ehe wurde nach weniger als drei Jahren wieder geschieden. Mit der Unterstützung seines Arztes und seiner Familie gelang es Keaton schließlich, sich von der Sucht weitestgehend zu befreien und sich und seine Familie mit kleinen Engagements über Wasser zu halten.
Für die breite Öffentlichkeit aber war er praktisch von der Bildfläche und aus dem Bewusstsein verschwunden. Er trat zunächst in billig produzierten Kurzfilmen der kleinen Educational Studios auf. Die vielversprechende französische Produktion Le Roi des Champs-Élysées (1934) mit Keaton in der Hauptrolle fand nicht die erhoffte Aufmerksamkeit. Ab 1937 arbeitete Keaton erneut bei MGM – vornehmlich als „Gagman“ hinter den Kulissen, für einen Bruchteil seines früheren Gehalts. Unter anderem ersann er Gags für Filme mit Red Skelton, den Marx Brothers und Laurel und Hardy. Während er mit Red Skelton befreundet war und Laurel und Hardy sehr schätzte, äußerte er sich später negativ über den Arbeitsstil der Marx-Brothers: Sie nähmen die Komik nicht ernst. Von 1939 bis 1941 drehte er für Columbia zehn Kurzfilmkomödien. Diese waren zwar billig produziert und wenig originell, doch zeigte sich Keatons nach der Alkoholkrankheit wiederhergestellte Arbeitsfähigkeit. Durch Freunde erhielt er außerdem gelegentlich die Möglichkeit, in großen Studioproduktionen mitzuwirken: Für die Komödie Damals in Hollywood (20th Century Fox, 1939) übernahm er etwa die Regie für ein kurzes Film-im-Film-Segment, in dem er auch mitspielte. Nach einem Jahr ohne Filmengagement war er ab 1943 wieder sporadisch in einigen Komödien von Universal und anderer, kleinerer Studios zu sehen. In San Diego, I Love You (Universal, 1944) findet sich ein in Keatons Filmen seltener Moment: Buster lächelt herzlich.
Aufgrund der spärlichen Filmarbeit nahm Keaton in den 1940er-Jahren einige Bühnen- und Varietéengagements an, sowohl in den USA, als auch in Europa, und kehrte damit zu seinen Wurzeln zurück. Unter anderem absolvierte er im prestigeträchtigen Cirque Medrano in Paris ab 1947 einige erfolgreiche Gastauftritte – zusammen mit seiner Ehefrau: Schon 1940 heiratete Keaton die um dreiundzwanzig Jahre jüngere Eleanor Norris, die bei MGM als Tänzerin unter Vertrag stand. Die glückliche Ehe hielt bis zum Ende seines Lebens.

### Wiederentdeckung

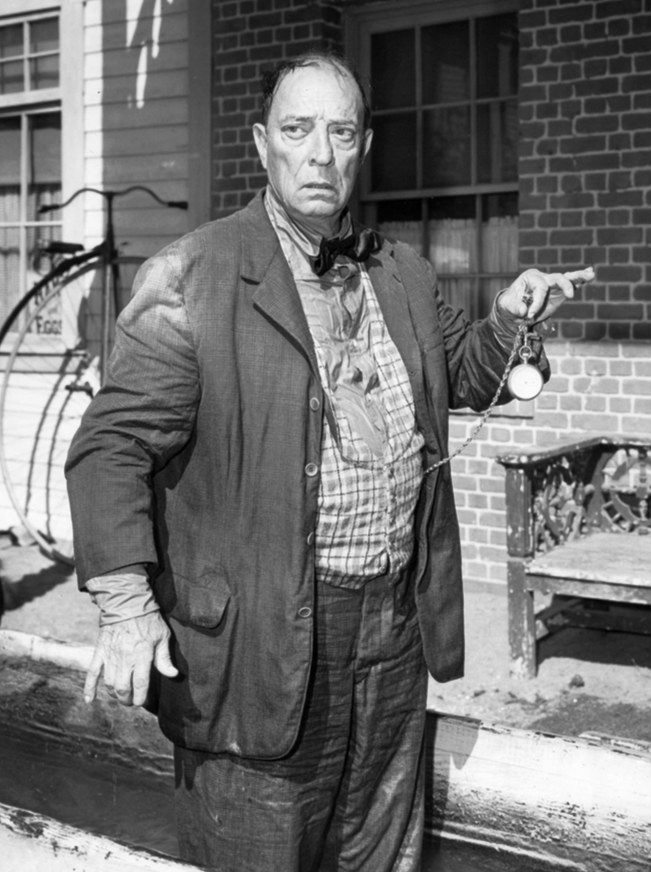
Keaton als Zeitreisender in Episode 78 der Fernsehserie Twilight Zone (1961)

1949 erinnerte der einflussreiche Filmkritiker James Agee in einem Artikel im Life Magazine tief beeindruckt an den „‚stummsten‘ aller Stummfilmkomiker“ (Keaton). Amerikanische Filmclubs begannen, seine Filme – soweit noch vorhanden – wieder zu zeigen: Bis auf Der General, Der Navigator und einige seiner Kurzfilme galten Keatons Stummfilme als zerstört oder verschollen.
Ebenfalls 1949 übernahm Keaton eine Nebenrolle in dem Judy-Garland-Musical Damals im Sommer, was sein erster substanzieller Auftritt in einem größeren Hollywood-Film seit 15 Jahren war. Auch das noch junge Medium Fernsehen begann sich nun für Keaton zu interessieren: Für The Buster Keaton Comedy Show (aufgezeichnet vor Live-Publikum, 1949) und The Buster Keaton Show (1950–51) spielte Keaton in neuen Sketchen – meist mit seiner Frau. Keaton beendete jedoch diese Reihen nach kurzer Zeit. Es folgten Gastauftritte in Talkshows, Serien und anderen Sendungen (unter anderem in Candid Camera, der Originalversion von Versteckte Kamera). Im Bereich der Werbung taten sich für Buster Keaton ebenfalls neue Betätigungsfelder auf. So wurde er Star einiger Industriefilme und drehte zwischen 1956 und 1964 Fernseh-Werbespots für Colgate, Alka-Seltzer, 7 Up, Ford, Milky Way, Budweiser und andere.
Von seinen wieder zahlreichen Cameo-Auftritten in Filmen verschiedenster Studios ist besonders Billy Wilders Boulevard der Dämmerung (1950) hervorzuheben: Er stellt quasi sich selbst in einer makaber anmutenden Bridgerunde vergessener Stummfilmstars dar. Zwei Jahre später kam es zu einem ähnlichen denkwürdigen, wenn auch kurzen Auftritt in Charlie Chaplins Rampenlicht: Erstmals sind die beiden größten Komiker der Stummfilmzeit gemeinsam in einem Film zu sehen, bezeichnenderweise als alternde Vaudeville-Komiker am Ende ihrer Karriere.
Paramount produzierte 1957 die Filmbiografie Der Mann, der niemals lachte (The Buster Keaton Story, Drehbuch und Regie: Sidney Sheldon). Keaton wurde offiziell als Berater herangezogen, seine Einwände wurden jedoch selten beachtet. Auch der Hauptdarsteller Donald O’Connor distanzierte sich später von dem Film, der Keatons Leben teils unwahr wiedergibt. Keatons eigene Memoiren erschienen 1960 unter dem Titel My Wonderful World of Slapstick.
Mit dem Geld, das ihm der Film mit seinem Namen brachte, erwarb Keaton ein Haus – von ihm „Ranch“ genannt – in Kalifornien, das er mit seiner Frau für den Rest seines Lebens bewohnte. Seine luxuriöse „Italian Villa“ in Beverly Hills, die er am Höhepunkt seines Ruhmes besaß, musste er in den 1930er-Jahren aufgeben. 1952 sorgte James Mason als neuer Besitzer der einstigen Villa Keatons für eine Überraschung: In einer versteckten Abstellkammer entdeckte Mason längst vergessene Kopien von Keatons Filmklassikern. Durch den chemischen Zerfall des Filmmaterials, das früher auf feuergefährlicher Nitrozellulose basierte, war dieses teilweise schwer beschädigt.
Der obsessive Filmsammler Raymond Rohauer, den Keaton 1954 bei einer der Wiederaufführungen von Der General kennenlernte, investierte in die Rettung der Filme. Nach einer Vereinbarung mit Keaton sicherte sich Rohauer die Rechte an den noch existierenden Klassikern und übernahm den Vertrieb an Programmkinos und Festivals. So organisierte Rohauer 1962 aufsehenerregende Wiederaufführungen der restaurierten Fassung von Der General in 20 Städten Deutschlands, angefangen in München. Keaton, der die Tour begleitete und den Film ausgesucht hatte, wartete während der Vorstellungen vor dem Kino: Er sähe sich nie seine eigenen Filme mit Publikum an.
1960 wurde Keaton ein Ehrenoscar für seine Verdienste um die Filmkomödie verliehen.
1961 übernahm er die Hauptrolle des Zeitreisenden Mulligan in In Unterhosen durch New York (Originaltitel: Once upon a Time), einer von Richard Matheson verfassten Folge der Anthologie-Serie Twilight Zone. Bei dieser Hommage an Keatons Stummfilmarbeit handelt es sich um einen Hybriden aus Stumm- und Tonfilm: ausschließlich der in der Gegenwart spielende Mittelteil beinhaltet Geräusche und gesprochene Dialoge, wohingegen die Einleitung und das Ende, die im Jahr 1890 spielen, im üblichen Stummfilm-Stil mit Zwischentiteln präsentiert wird.

### Die letzten Filme
Als lebende Legende griff er für seine Filmauftritte öfter auf sein typisches Outfit aus der Stummfilmzeit zurück. Der kanadische Kurzfilm The Railrodder (1965, Drehbuch und Regie: Gerald Potterton) ist eine weitere Hommage an Keatons Stummfilme, vor allem aber an die Landschaft Kanadas. Während der Dreharbeiten zu The Railrodder entstand die Dokumentation Buster Keaton Rides Again. Neben biographischen Stationen gibt sie Einblicke in die Persönlichkeit und Arbeitsweise des alternden Keaton.
Im selben Jahr verwirklichte Samuel Beckett mit Keaton in der Hauptrolle seinen experimentellen Stummfilm Film (Regie: Alan Schneider), der zum Filmfestival von Venedig eingeladen wurde. Das Premierenpublikum empfing den Stargast Keaton fünf Minuten lang mit Standing Ovations.
Als letzte Kinoproduktion drehte Keaton unter der Regie von Richard Lester Toll trieben es die alten Römer (1966). Zu der Zeit war er gesundheitlich bereits sehr angeschlagen, bei gefährlichen Stunts wurde er diesmal gedoubelt. Mit dem Kopf gegen einen Baum zu rennen, ließ er sich dennoch nicht nehmen.

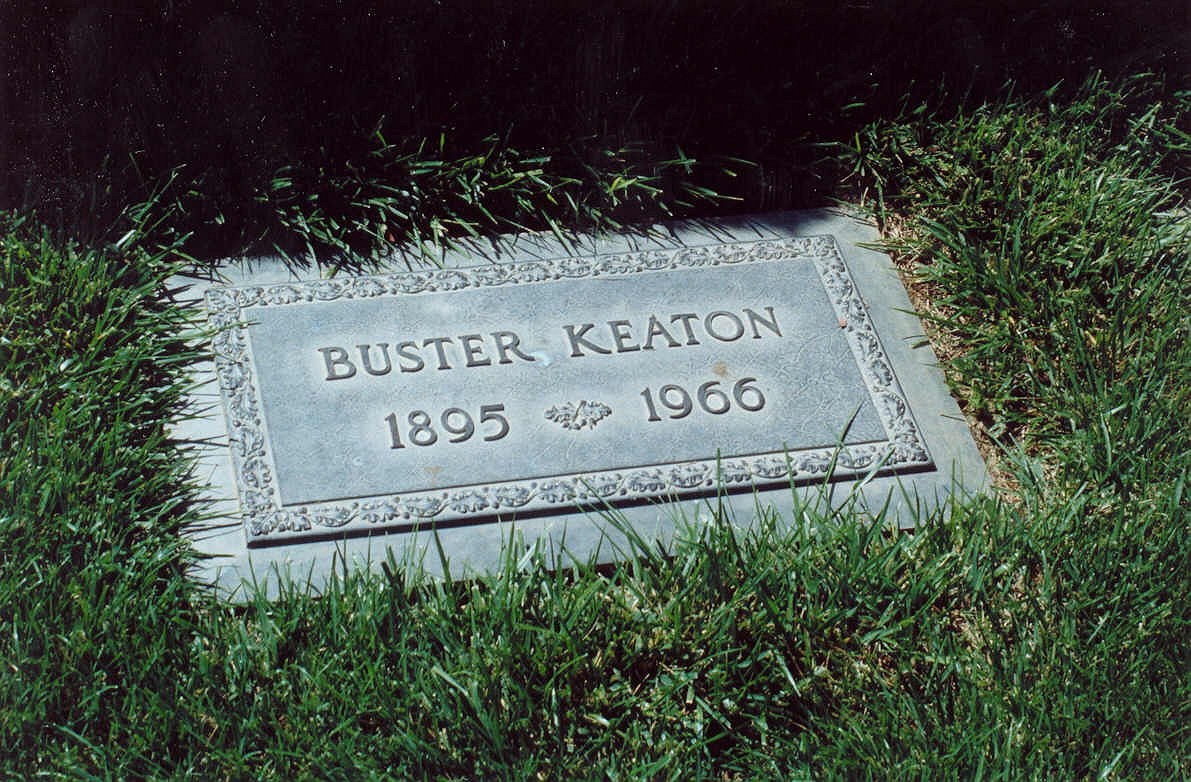
Grab von Buster Keaton auf dem Forest-Lawn-Friedhof in Hollywood

Bereits seit mehreren Jahren verschlechterte sich Keatons Gesundheitszustand zusehends, was sich teilweise in starken Hustenanfällen äußerte. Die Diagnose Lungenkrebs, erst im weit fortgeschrittenen Stadium gestellt, wurde ihm von seiner Frau und dem Arzt allerdings verschwiegen. Buster Keaton starb am 1. Februar 1966 im Alter von 70 Jahren in seinem Haus an den Folgen seiner Krankheit.
Erst Monate danach kam Toll trieben es die alten Römer in die Kinos. Ein knappes Jahr nach seinem Tod fand schließlich in den USA die letzte Premiere eines Films mit Keaton in einer Nebenrolle statt. In der 1965 gedrehten Produktion Ein General und noch zwei Trottel spielte er einen Nazi-General. In der letzten Szene lassen zwei Marines den gefangenen General frei und übergeben ihm Zivilisten-Kleidung, die sich als das typische Buster-Outfit entpuppt. Mit seinem ausgebeulten Frack und flachen Hut blickt er ein letztes Mal auf die Soldaten, wendet sich von der Kamera ab und wandert davon.

## Werk
Ein Großteil der Filme der Stummfilmära ist zerfallen oder verloren, darunter auch einige Filme, die Keaton mit Arbuckle drehte. Die Filme, für die Keaton verantwortlich zeichnet, sind aber erhalten worden, wenn auch einige nur in schwer beschädigter Fassung oder in Fragmenten. So fehlen in den Kurzfilmen Hard Luck, nach einem Interview Keatons liebster Film, und Tagträume ganze Sequenzen. Bei den restaurierten Fassungen behalf man sich mit Standbildern, welche die fehlenden Szenen ersetzen. Auch im Kurzfilm Der Sträfling fehlen einige Momente, was in der restaurierten Fassung zu starken Sprüngen innerhalb einzelner Szenen führt. Der Langfilm Drei Zeitalter hat nur in einer optisch lädierten Version überlebt, da das erst in den 1950er-Jahren wiederentdeckte und bis heute einzige Negativ vom Zerfall der Nitrozellulose stark angegriffen war. Gleiches gilt für den Kurzfilm Wasser hat keine Balken.

### Inhalt
Im überwiegenden Teil seiner Filme, die in der Zeit seiner künstlerischen Unabhängigkeit entstanden, spielte Keaton den naiven, ungeschickten jungen Mann – oft auch einen weltfremden Millionär –, der von seiner geliebten Frau abgelehnt wird, weil er offenbar gewissen Anforderungen nicht entspricht. In Buster und die Polizei will sie mit ihm nichts zu tun haben, bis er ein erfolgreicher Geschäftsmann ist. In Der General verlässt ihn seine Geliebte, weil er sich nicht wie die anderen Männer freiwillig zum Kriegsdienst meldet. Während des Films versucht er meist vergeblich, die Geliebte von seinen Qualitäten zu überzeugen, ehe er angesichts einer großen Krise über sich hinauswächst. Am Ende von Der Musterschüler etwa rettet er durch sportliche Höchstleistungen seine bedrohte Angebetete, nachdem er zuvor in sämtlichen Sportarten kläglich scheiterte. In Der Navigator muss er sich als verwöhnter Millionär auf einem riesigen, verlassenen Schiff mitten im Ozean zurechtfinden und rettet schließlich seine Geliebte vor wilden Kannibalen.
Der romantische Plot lieferte aber nur die Rahmenhandlung. Nichts inspirierte Keaton mehr in seinem filmischen Schaffen als technische Geräte und mechanisierte Vorgänge. Dementsprechend sind sie sowohl thematisch als auch stilistisch der eigentliche Mittelpunkt seiner Geschichten und Gags, etwa Dampflokomotiven in Der General und Verflixte Gastfreundschaft, Schiffe in Der Navigator und Steamboat Bill, jr., oder Filmkameras und das Kino an sich in Der Kameramann und Sherlock, jr. Der Kurzfilm Das vollelektrische Haus handelt praktisch nur von dem Traum eines vollkommen mechanisierten Haushalts: Die Stiege wird per Knopfdruck zur Rolltreppe, die Stühle beim Esstisch bewegen sich per Schalter, und das Essen wird mit einer Spielzeugeisenbahn von der Küche direkt auf den Esstisch serviert. Freilich entwickelt sich durch Fehlfunktionen der Traum bald zum Albtraum.
Das für das Kino prädestinierte Thema der Verfolgungsjagden ist ebenfalls wichtiger Teil der Filme Keatons. Seine aufwendig wie spannend konstruierten Sequenzen zählen zu den Klassikern der Filmgeschichte. Als herausragendes Beispiel sei die turbulente Verfolgungsjagd am Höhepunkt von Sherlock, jr. genannt: Sherlock jr. (Buster Keaton) flüchtet vor den Gangstern erst zu Fuß, dann als Beifahrer auf einem Motorrad – allerdings ohne zu merken, dass der Fahrer abhandengekommen ist –, und nach einem betont kurzen Intermezzo (die Befreiung des Mädchens) dann mit dem Automobil der Gangster, die ihm mit einem weiteren Auto bald wiederum dicht auf den Fersen sind. Auch sein als Meisterwerk gefeierter Film Der General besteht zum Großteil aus der Verfolgungsjagd zweier Dampflokomotiven. Andere einprägsame Variationen des Motivs Verfolgung finden sich prominent in Buster und die Polizei, Sieben Chancen und Der Cowboy: Hier sind es keine Fahrzeuge, sondern eine schier unüberschaubare Masse an uniformierten Polizisten, Bräuten in Hochzeitskleidern, oder Rindern, vor der Buster verzweifelt flüchten muss.

### Stil
Stummfilmkomiker etablierten meist bestimmte Hutmodelle als Markenzeichen. Keaton kreierte mit dem „pork pie hat“ eine eigene Hutform. Als Basis diente ein Fedora, den er knapp über dem Hutband abflachte. Ebenfalls als innerhalb der Stummfilmära einzigartig gilt Keatons zitiertes Pokerface (auch „Stoneface“, „Deadpan“ oder „Frozen Face“). Schon während seiner Kindheit bei den Auftritten im Vaudeville antrainiert, blieb dies bis zuletzt sein künstlerisches Markenzeichen. Als Ausnahme gelten lediglich einige seiner frühen Filme mit Fatty Arbuckle, in denen man einen lachenden Buster Keaton sehen kann.
Der Vergleich zwischen seinem Stoneface und den emotionslosen Objekten und Maschinen, mit denen er sich umgibt, drängt sich auf. Doch bedeutete dieser unbewegte Gesichtsausdruck nicht, dass Keaton als Schauspieler ausdruckslos war. Im Gegenteil schwärmte etwa James Agee in seinem Artikel im Life Magazine genau aus diesem Grund von der Ausdrucksstärke Keatons.
Neben seinen markanten, fast unbewegten Gesichtszügen ist Keaton für seine aufwendigen Stunts berühmt, die einen großen Teil seiner visuellen Komik ausmachen: Beispielsweise seine prat falls, slapstickartige Stürze, bei denen Keaton, kaum kommt er mit dem Kopf am Boden an, praktisch nochmals um sich selbst wirbelt. Diese akrobatische Art des Aufprallens demonstriert und variiert Keaton in so gut wie allen seinen Komödien. Als er auf Langfilme wechselte, wurden seine Stunts anspruchsvoller und entsprechend risikoreicher. Legendär wurde die Wirbelsturm-Sequenz in Steamboat Bill, jr., während der eine Hausfassade auf Buster kippt und dieser nur durch ein kleines Giebelfenster gerettet wird, in dessen Aussparung er zu stehen kommt. Eine Abweichung Keatons um Zentimeter von der markierten Position hätte verheerende Folgen gehabt.
Nicht nur in seinen oftmals lebensgefährlichen Stunts, auch in seinen Gags spielte Keaton zuweilen offen mit dem Tod, sehr deutlich im Kurzfilm Der Sträfling, seiner zweiten Veröffentlichung: Durch eine Verwechslung wird Buster für einen zum Tode verurteilten Verbrecher gehalten. Alle Mitgefangenen versammeln sich auf der Tribüne, als erwarte sie ein Unterhaltungsprogramm. Heimlich wurde der Galgenstrick jedoch zuvor mit einem elastischen Gummiseil ausgetauscht. Als Buster mit der Schlinge um den Hals durch die Falltür des Galgens fällt, schwingt er gut ein dutzend Mal wie ein Jo-Jo rauf und runter. Der verblüffte Wärter wendet sich mit der Bitte um Entschuldigung an die verärgerten Häftlinge und verspricht: „Um das wiedergutzumachen, hängen wir morgen zwei von euch.“ Abgesehen von diesem todesnahen Humor sprechen Kritiker von einer allgegenwärtigen Melancholie, die Keatons Filme auszustrahlen scheinen.
Im Gegensatz zu Chaplin, der gern romantische Liebesgeschichten erzählte und Frauen bewusst als idealisiertes Sehnsuchtsobjekt in Szene setzte, sind die Frauen in Keatons Filmen dem männlichen Helden ebenbürtig. Sein Zugang zum Thema „Romantik“ ist betont trocken und unsentimental, in einigen Fällen zynisch. In Verflixte Gastfreundschaft sieht Buster, wie ein Mann seine Frau schlägt und brutal misshandelt. Couragiert tritt er dazwischen – und wird von der Frau empört weggestoßen, die sich daraufhin wieder bereitwillig vom Gatten misshandeln lässt. Romantik, so scheint es, ist nur für sehr naive Seelen. Etwas überdrehter geht es in seinem Kurzfilm Im hohen Norden zu: Er muss sehen, wie seine Frau verliebt einen anderen Mann küsst. Theatralisch kullert ihm eine Träne über die Wange; aufgewühlt erschießt er beide. Beim genauen Blick auf die Leichen stellt er fest: Es war nicht seine Frau – er hat sich im Haus geirrt. Anders als Chaplin setzt Keaton Pathos nur zur Parodie ein.
Die technischen Möglichkeiten des Mediums nutzte und erweiterte Keaton wie kein anderer der großen Stummfilmkomiker. Als Pionierleistung in diesem Zusammenhang gilt wiederum Der General: Der überwiegende Teil des Films wurde mit fahrenden Kameras gedreht. Darüber hinaus kam in seinen Filmen ausgefeilte Tricktechnik zum Einsatz, deren Ergebnisse gerade wegen der damals vergleichsweise primitiven Technik auch noch heute überraschen. Eine der herausragendsten Spezialeffekt-Sequenzen der Filmgeschichte findet sich in Sherlock, jr.: Buster betritt aus dem Zuschauerraum die Kinoleinwand. Durch eine rasche Schnittfolge ändert sich ständig die Umgebung – von einem Hausportal zu Wüste, Brandung, Schneelandschaft bis Dschungel mit Löwen – und der im Film gefangene Buster muss sich diesen plötzlichen Veränderungen stetig anpassen.
Bezeichnend ist allerdings, dass Keaton derartige optische Filmtricks, wie sie etwa auch in Im Theater verblüffend eingesetzt werden (Buster erscheint bis zu neun Mal im selben Bild), nur in Ausnahmen zur Täuschung benutzte: Sie wurden meist dort verwendet, wo sie als Tricks offenkundig sind. Er legte großen Wert auf Authentizität; die Stunts sollten zweifellos als so gefährlich und real wahrgenommen werden, wie sie es waren. Als für Der General eine brennende Brücke unter der Last einer Dampflok zusammenbrechen und die Lok mit in die Tiefe reißen sollte, verzichtete er auf die Verwendung eines Modells, wie dies schon damals üblich war. Stattdessen ließ er eine Brücke bauen und diese samt einer echten (allerdings unbesetzten) Dampflok einstürzen. Auch die zwölfminütige Wirbelsturm-Sequenz in Steamboat Bill, jr. wurde ohne filmische Tricks, sondern mittels Kran, aufwendigen Kulissen und kräftigen Flugzeugmotoren realisiert.
Glaubwürdigkeit war ihm nach dem Wechsel zum abendfüllenden Format bei seinen Komödien besonders wichtig. Sein Werk zeigt hier eine deutliche Bruchlinie, war er doch überzeugt, das Publikum nicht an eine längere Geschichte binden zu können, wären die Gags zu übertrieben. So gab es in seinen verspielten, bewusst an die Ästhetik des Zeichentrickfilms angelegten Kurzfilmen weit mehr tricktechnische Effekte zu sehen, als in seinen späteren Langfilmen, die ihr Augenmerk auf das Drama der Rahmenhandlung legten. Besonders sein erster narrativer Langfilm Verflixte Gastfreundschaft (Drei Zeitalter davor bestand praktisch und stilistisch aus drei Kurzfilmen) macht im Prolog den Eindruck eines noch heute wirkungsvollen Melodrams. Für Der Navigator engagierte er eigens den drama-erfahrenen Regisseur Donald Crisp. Als dieser sich jedoch mehr und mehr für komische Ideen und burleske Darstellung begeisterte, trennte sich Keaton von ihm und drehte alle Szenen ernsthaft und unter eigener Regie nach. Keaton: „Ich mag kein übertriebenes Spiel.“

### Arbeitsweise
Die Geschichten und Gags seiner Filme entwickelte Buster Keaton auf einfache, aber effektive Weise: Nachdem eine zündende Idee für den Anfang gefunden wurde, arbeitete das Team am Schluss – „… und wenn wir einen Schluss hatten, mit dem wir alle zufrieden waren, dann gingen wir zurück und arbeiteten den Mittelteil aus. Aus irgendwelchen Gründen kam die Mitte immer von alleine zustande.“
Zu Keatons Truppe hinter der Kamera, die er teilweise von Arbuckle übernommen hatte, zählten insbesondere der Regisseur Eddie Cline sowie die Gagmen Jean Havez und Clyde Bruckman. Um die vielbeachteten Spezialeffekte kümmerten sich meist Chef-Techniker Fred Gabourie sowie Kameramann Elgin Lessley. Vor der Kamera war Joe Roberts, mit seiner imposanten Statur ein kontrastreicher Widerpart zu dem eher kleinen Keaton, der einzige regelmäßig wiederkehrende Schauspieler in Keatons Filmen – bis er nach den Dreharbeiten zu Verflixte Gastfreundschaft 1923 infolge eines Herzinfarkts verstarb. Aber auch Keatons Vater Joe war oftmals in Nebenrollen zu sehen.
Die Besetzung der weiblichen Hauptrolle gestaltete sich meist auch sehr unkompliziert. „Wenn mein Studiomanager eine Hauptdarstellerin billig bekommen konnte, dann nahm er sie. Er hielt sie einfach nicht für wichtig.“ Als Keatons Partnerinnen sind häufig Sybil Seely und Kathryn McGuire zu sehen. Damals bekannte Namen wie Phyllis Haver im Kurzfilm The Balloonatic sind selten. Unzufrieden war Keaton jedoch nur mit seiner Partnerin in seinem ersten Langfilm Drei Zeitalter: Er drehte mit einer schauspielerisch untalentierten Schönheitskönigin.
Da Handlung und Gags im Vorfeld ausgiebig besprochen wurden, fanden die Dreharbeiten stets ohne Drehbuch statt. Das Team nutzte unter anderem die Stadtdekorationen, die Chaplin – der Vorbesitzer des Studios – am Studiogelände errichten ließ. Aber auch Außenaufnahmen in der Stadt beschrieb Keaton als äußert unkompliziert: Sowohl Polizei als auch Feuerwehr oder die Verantwortlichen der örtlichen Eisenbahnlinie stellten ihre Hilfe für die Dreharbeiten gratis zur Verfügung. Keaton trug dabei als Regisseur die Hauptverantwortung, auch wenn beispielsweise Eddie Cline als Co-Regisseur im Vorspann genannt wird.
Mit meist recht guten Budgets und viel Kreativität hat Keaton für seine vielen Stunts ausgeklügelte Maschinen und Geräte entwickelt, die ihm seine waghalsigen Sprünge und andere gefährliche ‚Nummern‘ erst ermöglicht haben. So „holte [er] ein Stück Artistenwelt auf die Leinwand“.
Seine meist technischen Gags realisierte er mit viel Geduld und Hingabe. In dem Kurzfilm Wasser hat keine Balken (1921) etwa sollte das von Buster gebaute Schiff beim Stapellauf im Wasser versinken. Doch trotz sämtlicher Vorkehrungen (eine Ladung Eisenbarren, Löcher im Bug etc.) glitt es nicht so schnurgerade unter die Wasseroberfläche, wie es Keatons Vorstellung vom komischen Timing entsprach. Drei Tage tüftelten Keaton und seine Mitarbeiter, bis die Lösung für die nur wenige Sekunden lange Szene gefunden wurde: „[Wir] versenken einen Anker, von dem wir ein Kabel über eine Rolle am Heck des Schiffes führen, das andere Ende hängt an einem Schlepper. Wir machten alle Luftblasen aus dem Boot, wir haben sichergestellt, dass das Heck genügend Wasser übernimmt, und mit dem Schlepper außerhalb des Bildes zogen wir das Boot unter Wasser.“
Das gedrehte Filmmaterial wurde vom Filmeditor Sherman Kell nach Szenen und Einstellungen in Regalen geordnet. Daraus montierte Keaton mit seinem Gespür für Timing den Film. Durch das eigene Studio mit seinem festen Mitarbeiterstab konnte Keaton aber auch bereits fertig geschnittene Filme nach Testvorführungen problemlos durch neu gedrehtes Material verbessern, ohne dass hohe Zusatzkosten entstanden.

## Rezeption

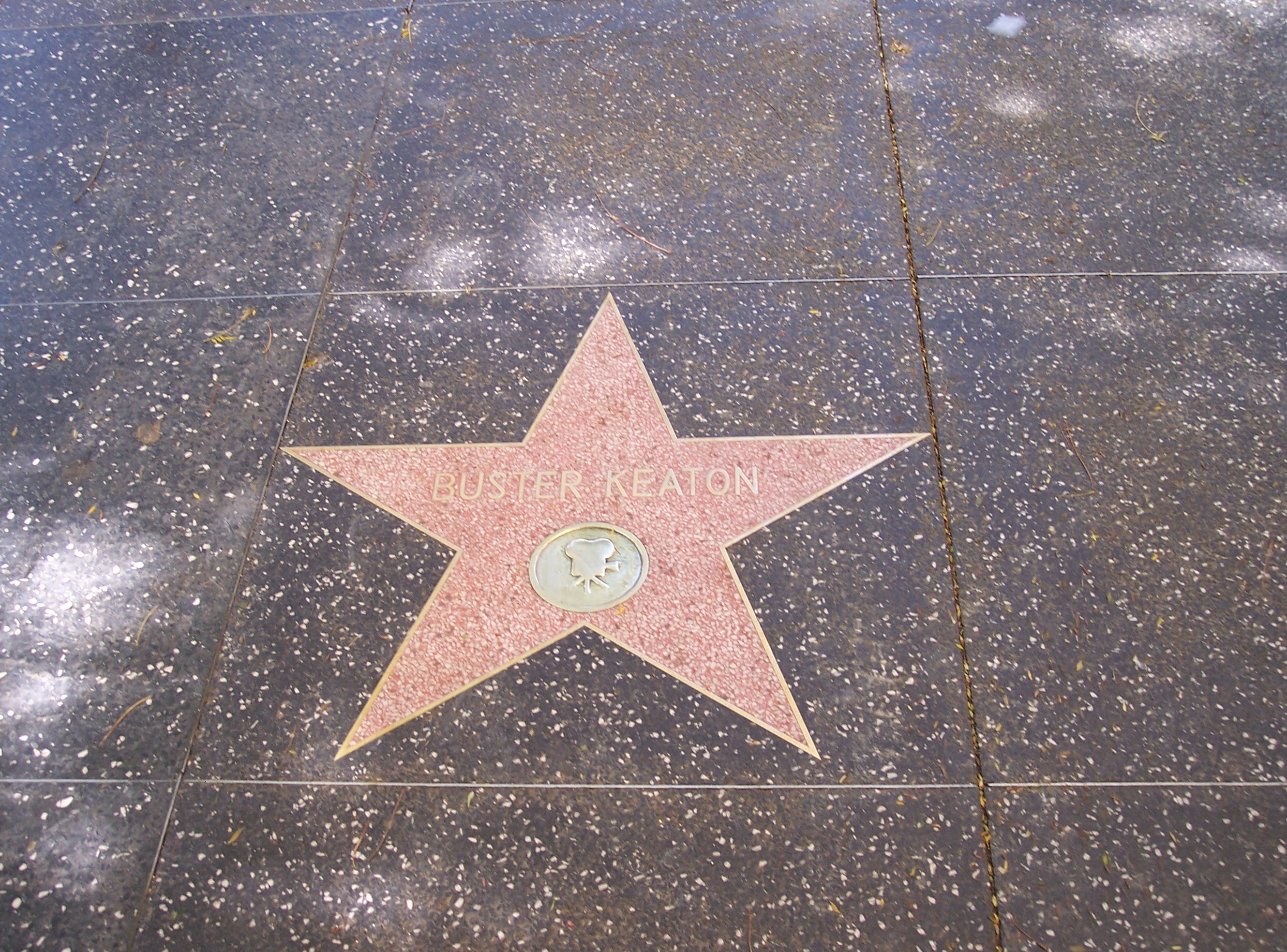
Buster Keatons Stern auf dem Hollywood Boulevard (2007)

Zu Beginn und auch auf dem Höhepunkt seiner Karriere wurde Keaton als erfolgreicher, versierter Komiker zwar positiv wahrgenommen, sein außergewöhnlicher Stil, festgemacht an seinem unbewegten Gesichtsausdruck, stieß jedoch auch auf Irritation. Kritiker beschrieben seine Figur als emotionslos oder gar als mechanisches Utensil, zu dem man als Zuschauer – im Gegensatz zu anderen Leinwandpersönlichkeiten etwa Chaplins oder Lloyds – keine persönliche Bindung aufbauen könne. Siegfried Kracauer meinte 1926: „Dieser schmale, kleine Mann […] hat durchaus die Beziehung zum Leben verloren. […] Die vielen Gegenstände: Apparate, Baumstämme, Trambahnwände und Menschenkörper veranstalten ein Kesseltreiben mit ihm, er kennt sich nicht mehr aus, er ist unter dem sinnlosen Druck der zufälligen Dinge apathisch geworden.“
Die Filmkritikerin und -essayistin Frieda Grafe beschreibt das Verhältnis zu Maschinen einiger der berühmten Komiker in der Stummfilmära so: „Chaplin gerät hilflos in ihr Räderwerk, Laurel und Hardy setzen sich wütend gegen sie zur Wehr und demolieren sie; Buster Keaton meistert sie durch Gelassenheit und Scharfblick; Bowers [gemeint ist der Stummfilmer und Schauspieler Charles Bowers] ist nicht primär ihr Widersacher, sondern ein Konstrukteur, der selbst […] die wahnsinnigsten Apparate ersinnt und baut und auf die Menschheit losläßt.“
Die Darstellung Keatons als „Maschinenmensch“ hat sich im Laufe der Jahrzehnte deutlich gewandelt: Die poetische Qualität seiner Filme nimmt in Besprechungen einen wesentlichen Platz ein. Robert Benayoun konzentriert sich in seinem 1982 erschienenen Buch Der Augenblick des Schweigens ganz auf die visuelle Ausdruckskraft Keatons und zieht Parallelen zu surrealistischen Kunstwerken. Indem er die Technik zum selbstverständlichen Mittelpunkt seiner Filme machte, gilt Keaton darüber hinaus auch noch heute als Stummfilmkomiker der Jetztzeit – im Gegensatz zu Chaplin, der eher das Viktorianische Zeitalter repräsentiere.
Schon in den zeitgenössischen Medien wurden Chaplin und Keaton gerne als Rivalen beschrieben, wobei Keaton nach Meinung der Kritiker Chaplins Meisterschaft bestenfalls knapp unterlag. Seit Keatons Werk von Kritikern und der breiten Öffentlichkeit in den 1960er-Jahren neu entdeckt wurde, gibt es Tendenzen, die Bedeutung seiner Filme über jene Chaplins zu stellen. Der amerikanische Kritiker Walter Kerr kam 1975 in seinem vielbeachteten Buch The Silent Clowns zu dem Schluss: „Lasst Chaplin König sein und Keaton Hofnarr. Der König herrscht über alles, der Narr sagt die Wahrheit. […] Während andere den Film benutzten, um sich und ihre tollkühnen Kunststücke zu zeigen, zeigte Keaton in die entgegengesetzte Richtung: auf das Wesen des Films selbst.“
Im New York Review of Books (Juni 2011) steht ein umfassender Essay über Keaton, der viele aktuelle Veröffentlichungen über ihn einbezieht.
Jackie Chan, einer der bekanntesten asiatischen Actionstars, bezeichnet Keaton als sein größtes Vorbild. Chans typische Martial-Arts-Einlagen verstehen sich als Hommage an Keatons Bewegungen. Der Humor in seinen Kämpfen bezieht ähnlich wie Keaton in seiner Stummfilmzeit Umgebungsgegenstände ein und wurde zu einem Markenzeichen Chans.

## Filmografie

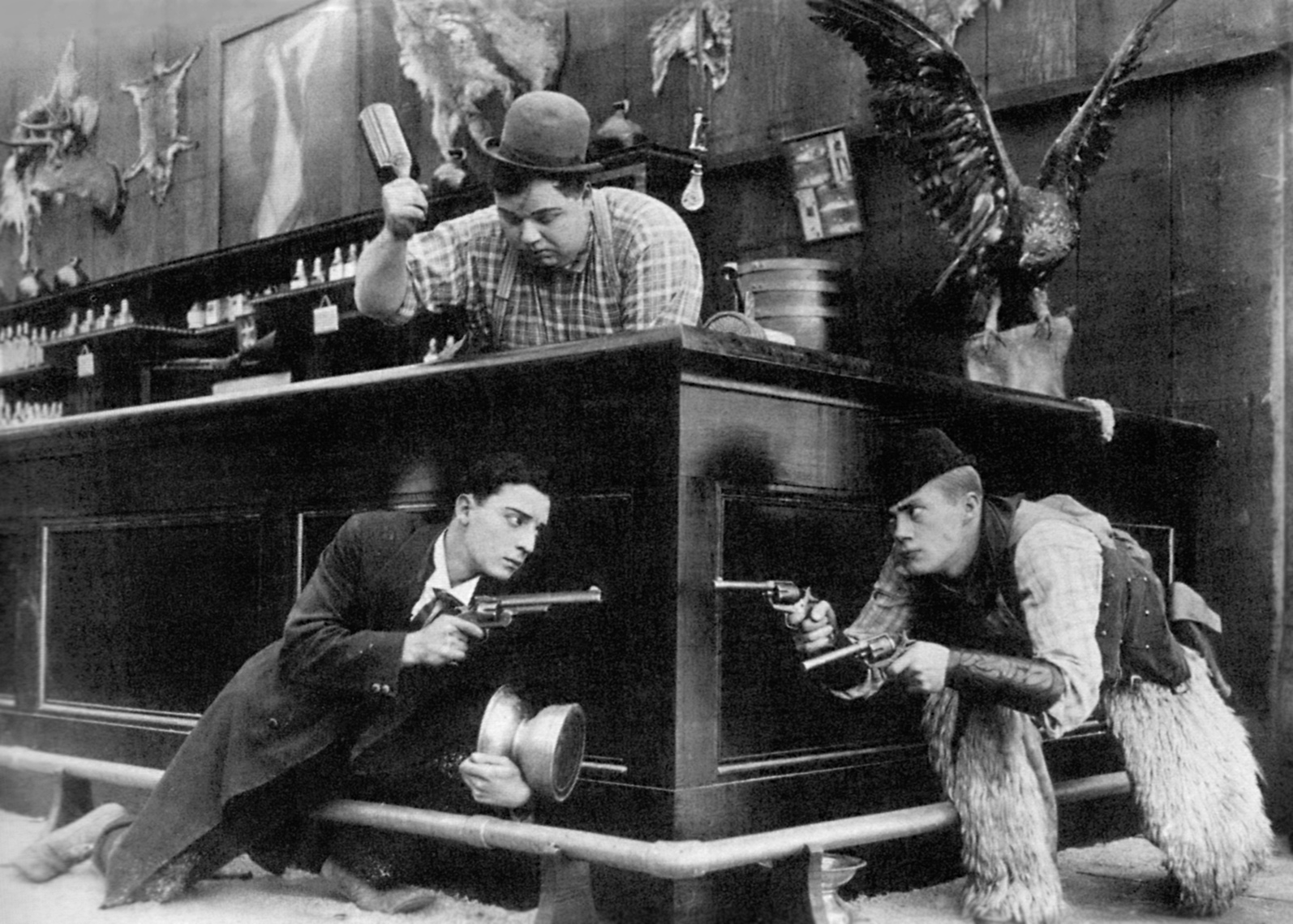
Out West von Roscoe 'Fatty' Arbuckle (oben) mit Keaton (links) und Al St. John (rechts)

### Kurzfilme mit „Fatty“ Arbuckle
- 1917: Der Metzgergeselle (The Butcher Boy)
- 1917: A Reckless Romeo
- 1917: The Rough House
- 1917: His Wedding Night
- 1917: Oh Doctor!
- 1917: Coney Island
- 1917: A Country Hero
- 1918: Out West
- 1918: The Bell Boy
- 1918: Moonshine
- 1918: Good Night, Nurse!
- 1918: Der Koch (The Cook)
- 1919: Back Stage
- 1919: The Hayseed
- 1920: Die Werkstatt (The Garage)

### Kurzfilme Keaton-Studio
- 1920: Buster Keaton bekämpft die blutige Hand (The High Sign)
- 1920: Flitterwochen im Fertighaus (One Week)
- 1920: Der Sträfling (Convict 13)
- 1920: Buster Keatons Trauung mit Hindernissen (The Scarecrow)
- 1920: Nachbarschaft im Klinch (Neighbors)
- 1921: Das verwunschene Haus (The Haunted House)
- 1921: Hard Luck
- 1921: Die Ziege (The Goat)
- 1921: Im Theater (The Playhouse)
- 1921: Wasser hat keine Balken (The Boat)
- 1922: Das Bleichgesicht (The Paleface)
- 1922: Buster und die Polizei (Cops)
- 1922: My Wife’s Relations
- 1922: Der Hufschmied (The Blacksmith)
- 1922: Im hohen Norden (The Frozen North)
- 1922: Tagträume (Daydreams)
- 1922: Das vollelektrische Haus (The Electric House)
- 1923: Der Ballonfahrer/Überlebensstrategien (The Balloonatic)
- 1923: Eine abenteuerliche Seereise (The Love Nest)

### Stummfilme
- 1920: Der Dummkopf (The Saphead)
- 1923: Drei Zeitalter (Three Ages)
- 1923: Verflixte Gastfreundschaft (Our Hospitality)
- 1924: Sherlock, jr. (Sherlock, Jr.)
- 1924: Der Navigator (The Navigator)
- 1925: Sieben Chancen (Seven Chances)
- 1925: Der Cowboy (Go West)
- 1926: Der Killer von Alabama (Battling Butler)
- 1926: Der General (The General)
- 1927: Der Musterschüler (College)
- 1928: Steamboat Bill, jr. (Steamboat Bill Jr.)
- 1928: Buster Keaton, der Filmreporter (The Cameraman)
- 1929: Trotzheirat (Spite Marriage)
- 1929: Goldjäger in Kalifornien (Tide of Empire) (Cameo)
- 1965: Film (Film) (Kurzfilm)

### Tonfilme (Auswahl)
- 1930: Buster rutscht ins Filmland (Free and Easy)
- 1930: Der brave Soldat Elmer (Doughboys)
- 1931: Buster hat nichts zu lachen (Sidewalks of New York)
- 1931: Wir schalten um auf Hollywood
- 1931: Casanova wider Willen (Parlor, Bedroom and Bath)
- 1932: Wer andern keine Liebe gönnt (The Passionate Plumber)
- 1932: Der Theaterprofessor (Speak Easily)
- 1933: Bier her! (What! No Beer?)
- 1934: Buster Keaton als Lebensretter (Allez Oop!) (Kurzfilm)
- 1934: Le Roi des Champs-Élysées
- 1935: Rivalen der Tankstelle (One Run Elmer) (Kurzfilm)
- 1935: La Fiesta de Santa Barbara
- 1935: Skandal in der Oper (A Night at the Opera) (nur Drehbuch)
- 1939: Die Marx Brothers im Zirkus (At the Circus) (nur Drehbuch)
- 1938: Zu heiß zum Anfassen (Too Hot to Handle) (nur Drehbuch)
- 1939: Damals in Hollywood (Hollywood Cavalcade)
- 1940: Li'l Abner
- 1940: Go West (nur Drehbuch)
- 1940: Die Unschuld und der Bösewicht (The Villain Still Pursued Her)
- 1942: Sechs Schicksale (Tales of Manhattan) (nur Co-Drehbuch)
- 1943: Auf ewig und drei Tage (Forever and a Day)
- 1944: San Diego I Love You
- 1947: Zwei trübe Tassen – vom Militär entlassen (Buck Privates Come Home)
- 1948: Der Superspion (A Southern Yankee) (nur Drehbuch)
- 1949: Damals im Sommer (In the Good Old Summertime)
- 1949: The Lovable Cheat
- 1950: Boulevard der Dämmerung (Sunset Boulevard)
- 1950: The Misadventures of Buster Keaton
- 1951: The Buster Keaton Show (Fernsehshow)
- 1951: Life with Buster Keaton (Fernsehshow)
- 1952: Rampenlicht (Limelight)
- 1952: Paradise for Buster
- 1956: In 80 Tagen um die Welt (Around the World in 80 Days)
- 1960: Abenteuer am Mississippi (The Adventures of Huckleberry Finn)
- 1963: Eine total, total verrückte Welt (It’s a Mad Mad Mad Mad World)
- 1964: Pyjama-Party (Pajama Party)
- 1965: The Railrodder
- 1965: Ein General und noch zwei Trottel (Due marines e un generale)
- 1966: The Scribe
- 1966: Toll trieben es die alten Römer (A Funny Thing Happened on the Way to the Forum)

## Dokumentation
1987 legten die Filmhistoriker Kevin Brownlow und David Gill die dreiteilige Dokumentation Buster Keaton: Lachen verboten! (auch: Buster Keaton – Sein Leben, sein Werk; Originaltitel: Buster Keaton: A Hard Act to Follow) vor. Die insgesamt etwa 150 Minuten umfassende Fernseh-Dokumentation beinhaltet, neben Interviews mit Buster Keaton aus dem Archiv, Gespräche mit Freunden und ehemaligen Mitarbeitern sowie seiner Witwe Eleanor. Dank ihres umfangreichen Materials zählt sie zu den informativsten Porträts von Keatons Leben und Werk.
2015 entstand unter der Regie von Jean-Baptiste Péretié Buster Keaton Wie Hollywood ein Genie zerbrach (Originaltitel: Buster Keaton Un génie brisé par Hollywood) eine weitere Dokumentation über Buster Keatons Werdegang. Anlässlich seines Todestages vor 50 Jahren wurde die französische Produktion Anfang Februar 2016 auf Arte ausgestrahlt.
2018 veröffentlichte der Filmemacher Peter Bogdanovich „The Great Buster: A Celebration“, einen abendfüllenden Dokumentarfilm über Keatons Leben, seine Karriere und sein Vermächtnis. Darin kommen viele Filmschaffende verschiedener Generationen zu Wort (u. a. Dick van Dyke, Mel Brooks, Werner Herzog, Quentin Tarantino).

### Übersichten und Einführungen
- Wolfram Schütte, Peter W. Jansen: Buster Keaton. (= Reihe Film. Bd. 3 = Reihe Hanser. Bd. 182). Hanser, München u. a. 1975, ISBN 3-446-12002-5.
- Wolfram Tichy: Buster Keaton. Mit Selbstzeugnissen und Bilddokumenten. (= Rowohlts Monographien. 318). Rowohlt-Taschenbuch-Verlag, Reinbek bei Hamburg 1983, ISBN 3-499-50318-2.
- Julia Gerdes: [Artikel] Buster Keaton In: Thomas Koebner (Hrsg.): Filmregisseure. Biographien, Werkbeschreibungen, Filmographien. 3., aktualisierte und erweiterte Auflage. Reclam, Stuttgart 2008 [1. Aufl. 1999], ISBN 978-3-15-010662-4, S. 378–383 [mit Literaturhinweisen].

### Sonstiges
- Robert Benayoun: Buster Keaton. Der Augen-Blick des Schweigens. Mit einem Vorwort von Louise Brooks. Bahia-Verlag, München 1983, ISBN 3-922699-18-9.
- James Curtis: Buster Keaton: A Filmmaker’s Life. Alfred A. Knopf, New York 2022, ISBN 978-0-385-35422-6.
- Tom Dardis: Buster Keaton. The Man Who Wouldn't Lie Down. University of Minnesota Press, Minneapolis MI 2002, ISBN 0-8166-4001-7.
- Marieluise Fleißer: Ein Porträt Buster Keatons. In: Marlis Gerhardt (Hrsg.): Essays berühmter Frauen. Von Else Lasker-Schüler bis Christa Wolf (= Insel-Taschenbuch. it. Bd. 1941). Insel-Verlag, Frankfurt am Main u. a. 1997, ISBN 3-458-33641-9, S. 309–312 (auch in: Gesammelte Werke. Band 2: Roman, erzählende Prosa, Aufsätze (= Suhrkamp-Taschenbuch. Bd. 2275). Herausgegeben von Günther Rühle.  Suhrkamp, Frankfurt am Main 1994, ISBN 3-518-38775-8, S. 309 ff.).
- Eleanor Keaton, Jeffrey Vance: Buster Keaton Remembered. Abrams, New York NY 2001, ISBN 0-8109-4227-5.
- Jim Kline: The Complete Films of Buster Keaton. Citadel Press, New York NY 1993, ISBN 0-8065-1303-9.
- Dieter Krusche: Reclams Filmführer. 13., neubearbeitete Auflage. Reclam, Stuttgart 2008, ISBN 978-3-15-010676-1.
- Marion Meade: Buster Keaton. Cut to the Chase. (A Biography). HarperCollins, New York NY 1995, ISBN 0-06-017337-8.
- Klaus Nüchtern: Buster Keaton oder die Liebe zur Geometrie. Komik in Zeiten der Sachlichkeit. Zsolnay, Wien 2012, ISBN 978-3-552-05584-1.
- Dana Stevens: Camera man : Buster Keaton, the dawn of cinema, and the invention of the Twentieth Century, New York ; London ; Toronto ; Sydney ; New Delhi : Atria Books, 2022, ISBN 978-1-5011-3419-7